# シュラーガー音楽
シュラーガー音楽 (ドイツ語: Schlagermusik[ˈʃlaːɡɐ] )は、キャッチーなメロディや歌詞を持つヨーロッパにおけるポピュラー音楽の一種である。特にドイツなどの中央ヨーロッパや北ヨーロッパ、南東ヨーロッパで流行している。「schlager」は「打つ者」、「ヒットするもの」を意味し、そこからヒット曲や流行歌などの意味を持つようになった。

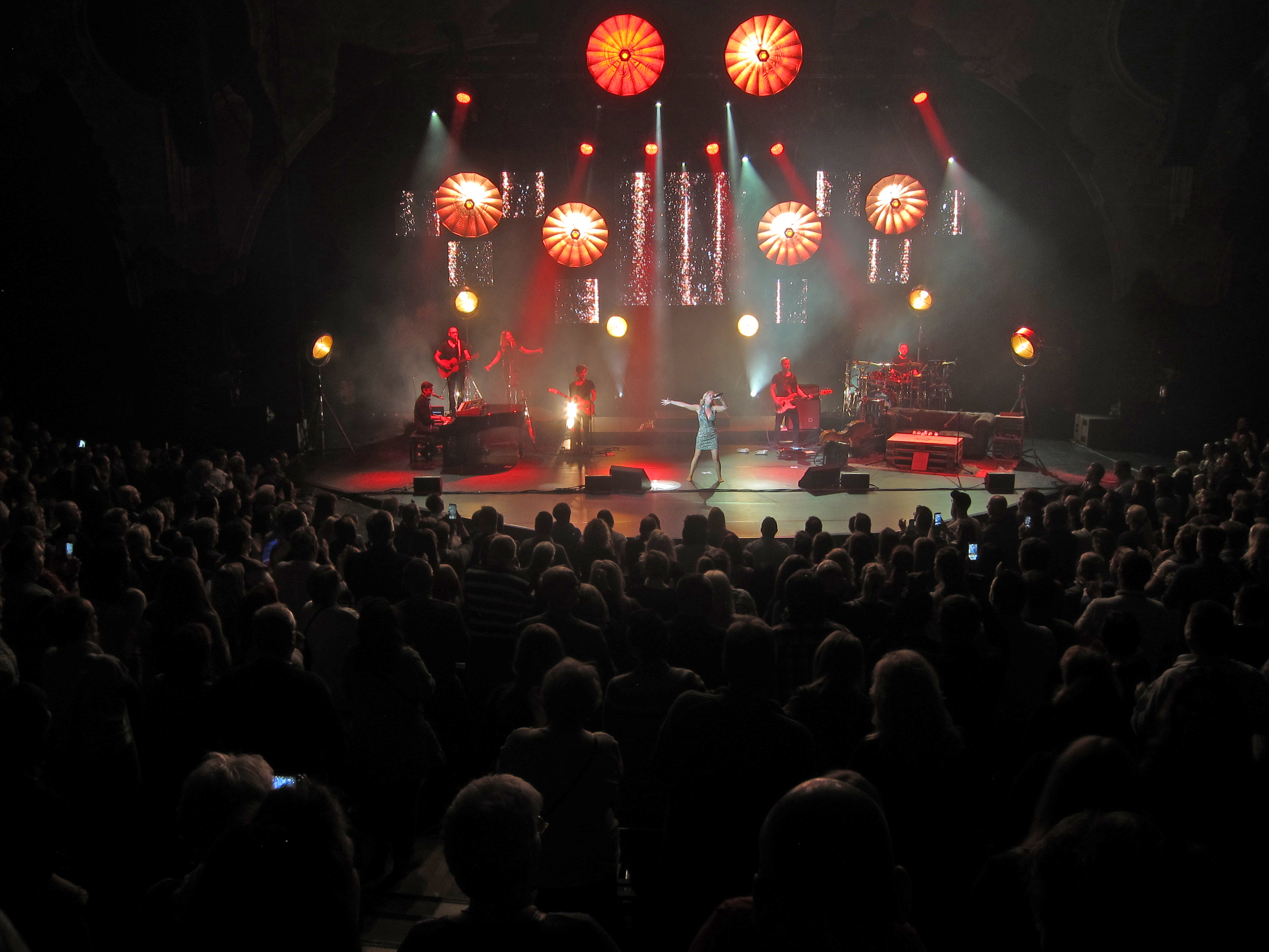
シュラーガー音楽の歌手の一人Michelle (歌手)のコンサート

## 概要
典型的なシュラーガー音楽の曲は、シンプルでキャッチーなメロディーを持つ、甘くて感傷的なバラードか、軽快なポップ音楽であり、その歌詞の内容は、愛や人間関係、感情などを描いている。フィンランドなど北欧では、北欧やスラブ諸国の民謡の要素を取り入れ、憂鬱で悲しいテーマを扱った歌詞を持つ傾向にある。音楽的には、 イージーリスニングに似通った部分がある。
ドイツ語やSchlagerの語を借用しているハンガリー語、リトアニア語、セルビア語、ロシア語、ヘブライ語、ルーマニア語などの言語ではシュラーガーという語そのものが「ヒット曲」の意味を持つ。
ここ数十年では、シンセサイザーが広く取り入れられてきたため、典型的なポップ音楽よりかは電子音楽の要素が徐々に多くなっていった。
1956年より始まったユーロビジョン・ソング・コンテストでもしばしば歌われるジャンルの1つであり人気を博していたが、最近では他の種類のポップ音楽に人気が置き換わりつつある。

## 関連文献
- Raykoff, Ivan; Deam Tobin, Robert (2007). A Song for Europe: Popular Music and Politics in the Eurovision Song Contest. London and Burlington, Vt.: Ashgate Publishing, Ltd.. ISBN 978-0-7546-5879-5